# NXT Heatwave 2024
NXT Heatwave 2024 è stato il cinquantaduesimo special event di NXT, prodotto dalla WWE. L'evento si è svolto il 7 luglio 2024 alla Scotiabank Arena di Toronto, in Canada, e stato trasmesso in diretta su Peacock negli Stati Uniti e sul WWE Network nel resto del mondo.

## Storyline
Ad NXT Battleground, Trick Williams difese con successo il suo NXT Championship dagli attacchi di Ethan Page. Nella puntata di NXT successiva all'evento, ha fatto la sua comparsa nella serata il WWE Champion ed WWE Universal Champion Cody Rhodes annunciando che il prossimo sfidante di Williams per il titolo sarebbe stato decretato la settimana successiva con una battle royal a 25 uomini. La settimana seguente, l'incontro vide come vincitore Je'Von Evans che si guadagnò così l'opportunità di conqusitare il titolo. Più tardi nella serata, Ethan Page si lamentò del fatto di non essere mai stato eliminato dalla battle royal in quanto attaccato da Oro Mensah, esterno al match, ottenendo una sfida nel main event della stessa puntata contro Evans riuscendo anche a vincere. Al termine del match, salgono sul ring anche il campione Williams e Shawn Spears. La settimana successiva, Spears riuscì a sconfiggere Williams in un match non titolato grazie all'interferenza di Brooks Jensen. A questo punto Evans, Page e Spears chiesero alla general manager Ava un match titolato che venne ufficializzato in un fatal four-way match.
Nella puntata di NXT dell'11 giugno, la NXT Women's Champion Roxanne Perez ha dichiarato in un promo la sua superiorità sul resto della divisione femminile in seguito alla sua difesa del titolo avvenuta a Battleground con molte lottatrici che si sono però presentate sul ring reclamando il loro spazio volendosi guadagnare una sfida titolata ed una tra tutte fu Lola Vice fresca di vittoria su Shayna Baszler in un NXT Underground match. La settimana successiva si disputò un triple threat tag team match che venne vinto proprio da Perez e Vice sconfiggendo il Meta-Four, Jacy Jayne e Jazmyn Nyx con la campionessa che attaccò Vice dopo il match. Nella puntata seguente, Roxanne Perez riuscì a sconfiggere Karmen Petrovic ma al termine del match venne attaccata da Lola Vice che le posando con il titolo e rubandolo. Più tardi nella puntata, la general manager Ava ha annunciato il match tra le due con il titolo in palio.
Ad NXT Battleground, Oba Femi riuscì a sconfiggere Wes Lee e Mark Coffey mantenendo il suo NXT North American Championship. Nella puntata di NXT del 18 giugno, il campione venne interrotto durante un suo promo da Wes Lee, non schienato nel triple threat match, che chiese un'ultima opportunità titolata. Il campione accettò alla condizione che in caso di sconfitta di Lee, lui non avrebbe più potuto richiedere una sfida titolata per il suo titolo durante il suo regno da campione, ufficializzando così il match.
Ad NXT Battleground, Kelani Jordan vinse il ladder match per diventare la prima NXT Women's North American Champion. Nell'episodio del 18 giugno, riuscì a rimanere campionessa nella sua prima difesa titolata respingendo gli attacchi di Michin. La settimana successiva, Sol Ruca riuscì a sconfiggere Arianna Grace ottenendo la possibilità di sifdare Jordan per il titolo, con la campionessa che si alzo il braccio della sfidante dopo la sua vittoria, sancendo l'ufficialità dell'incontro.
Nella puntata del 18 giugno, venne annunciato che gli sfidanti al NXT Tag Team Championship detenuto da Nathan Frazer ed Axiom sarebbero stati decretati con un tag team turmoil match la settimana successiva. All'incontro presero parte The Good Brothers (Luke Gallows e Karl Anderson), Malik Blade ed Edris Enofe, il New Catch Republic formato da Pete Dunne e Tyler Bate, Angel e Berto ed infine la Chase U formata da Andre Chase e Duke Hudson. Proprio quest'ultimi due riuscirono a portarsi a casa la contesa eliminando per ultimi Dunne e Bate ottenendo la loro opportunità titolata.

## Risultati
| #         | Match                                                                         | Stipulazioni                                               | Durata |
| --------- | ----------------------------------------------------------------------------- | ---------------------------------------------------------- | ------ |
| Countdown | Karmen Petrovic e Arianna Grace hanno sconfitto Jacy Jayne e Jazmyn Nyx       | Tag team match                                             | 7:40   |
| 1         | Oba Femi (c) ha sconfitto Wes Lee                                             | Single match per l'NXT North American Championship         | 16:19  |
| 2         | Kelani Jordan (c) ha sconfitto Sol Ruca                                       | Single match per l'NXT Women's North American Championship | 11:37  |
| 3         | Axiom e Nathan Frazer (c) hanno sconfitto Chase U (Andre Chase e Duke Hudson) | Tag team match per l'NXT Tag Team Championship             | 13:50  |
| 4         | Roxanne Perez (c) ha sconfitto Lola Vice                                      | Single match per l'NXT Women's Championship                | 12:49  |
| 5         | Ethan Page ha sconfitto Trick Williams (c), Je'Von Evans e Shawn Spears       | Fatal four-way match per l'NXT Championship                | 17:22  |